# Drie stukken voor orgel, boek 2
Drie stukken voor orgel, boek 2 is een compositie van Frank Bridge. Het is geschreven voor orgel solo; het was de tweede set die Bridge uitgaf. De titels van de drie delen verwijzen naar het tempo:
1. Andante con moto (in des majeur)
2. Andantino (in f-mineur)
3. Allegro ben moderator (in b-mineur).

De delen 1 en 3 stonden al lang op papier (1901); het middendeel volgde pas in 1912. De eerste uitvoering vond op 9 oktober 1914 plaats in de Twrgwyn Chapel in Liverpool.

## Discografie
- Uitgave Priory: Christopher Nickol (orgel) (opname 1995)